# Vorociovo, Pereciîn
Vorociovo (în ucraineană Ворочово) este o comună în raionul Pereciîn, regiunea Transcarpatia, Ucraina, formată numai din satul de reședință.

## Demografie
Componența lingvistică a comunei Vorociovo
     Ucraineană (98,64%)
     Rusă (1,36%)
Conform recensământului din 2001, majoritatea populației comunei Vorociovo era vorbitoare de ucraineană (98,64%), existând în minoritate și vorbitori de rusă (1,36%).